# 行橋市立延永小学校
行橋市立延永小学校（ゆくはししりつ のぶながしょうがっこう,英語: Yukuhashi City Nobunaga Elementary School）は、福岡県行橋市上津熊にある公立小学校。

## 概要
18学級、児童数446名（2018年（平成30年）4月10日現在）。小中一貫教育を目指した取り組みを行っている。地域ボランティアによる習字教室や、図書館司書による読み聞かせが行われている。

## 校訓
- 「勤勉」

## 校歌
- 作詞は前田俊彦、作曲は定野信夫。

## 教育目標・理念
- 「豊かな心を育み、自ら学び、たくましく生きる子供の育成」[1]

## 受賞歴
- 2006年（平成18年）- 全国読書活動表彰。

## 沿革
- 1873年（明治6年） - 到道校が開校。
- 1887年（明治20年）- 二塚尋常小学校に改称。
- 1894年（明治27年）- 延永尋常小学校に改称。
- 1914年（大正3年）- 延永尋常高等小学校に改称。
- 1947年（昭和22年）- 行橋市立延永小学校に改称。
- 1989年（平成元年）- 第100回卒業記念式典。

## 通学区域
- 長木、二塚（1〜2）、吉国（1〜3）、延永、延永上、草野（花松）、草野（1・8組）、長音寺、上津熊、中津熊（1〜5）、下津熊（1〜3）、塚田町、前田ヶ丘、検地[2]。

## 交通アクセス
- 行橋駅から徒歩約28分。
- 美夜古泉駅から徒歩約48分。